# Bosanski Petrovac
Bosanski Petrovac è un comune della Federazione di Bosnia ed Erzegovina situato nel Cantone dell'Una-Sana con 7.946 abitanti al censimento 2013.

## Società

### Evoluzione demografica
Ai censimenti del 1991 e 2013 la popolazione era così divisa dal punto di vista etnico:

## Località
Il comune è formato dall'insieme delle seguenti località:
Bara · Bjelaj · Bjelajski Vaganac · Bosanski Petrovac · Bravski Vaganac · Brestovac · Bukovača · Bunara · Busije · Cimeše · Dobro Selo · Drinić · Janjila · Jasenovac · Kapljuh · Klenovac · Kolonić · Krnja Jela · Krnjeuša · Lastve · Medeno Polje · Oraško Brdo · Oštrelj · Podsrnetica · Prkosi · Rašinovac · Revenik · Risovac · Skakavac · Smoljana · Suvaja · Vedro Polje · Vođenica · Vranovina i Vrtoče.